# Elecciones estatales de Puebla de 2024
Las elecciones estatales de Puebla de 2024 se llevaron a cabo el domingo 2 de junio de 2024, y en ellas se renovaron los titulares de los siguientes cargos de elección popular del estado mexicano de Puebla:
- Gobernador del Estado: Titular del poder ejecutivo del Estado, electo para un periodo de seis años no reelegibles en ningún caso. El candidato electo fue Alejandro Armenta Mier.
- 41 diputados estatales: 26 diputados electos por mayoría relativa y 15 designados mediante representación proporcional para integrar la LXII Legislatura.
- 217 ayuntamientos: Compuestos por un presidente municipal, un síndico y sus regidores, electos para un periodo de tres años.

## Organización

### Legislación electoral
El Gobernador del Estado de Puebla es el titular del poder ejecutivo del Estado. La constitución estatal establece que su elección debe ser «directa, secreta, uninominal y por mayoría relativa en todo el territorio del Estado». Para ser gobernador del estado es necesario «Ser mexicano por nacimiento. Ser Ciudadano del Estado en pleno goce de sus derechos políticos. Tener 30 años cumplidos el día de la elección». El candidato electo inicia su mandato el 14 de diciembre y gobierna durante seis años. La persona que haya sido electa por sufragio como gobernador del Estado está impedida para volver a ejercer el mismo cargo, sin excepción alguna.
El Congreso del Estado de Puebla es el depositario del poder legislativo del estado. Está integrado por «26 diputados electos según el principio de mayoría relativa, mediante el sistema de distritos electorales uninominales, y hasta 15 diputados que serán electos según el principio de representación proporcional». Para ser diputado es necesario «Ser ciudadano del Estado en ejercicio de sus derechos; Saber leer y escribir; Y tener dieciocho años cumplidos el día de la elección». Los diputados pueden ser reelectos hasta por cuatro periodos consecutivos (cumpliendo un total de 12 años en el cargo, o cuatro legislaturas). Para la reelección es necesario que el diputado se postule por el mismo partido que lo nominó en su último triunfo, o que el diputado renuncie al partido que lo postuló antes de cumplir la mitad de su mandato.

### Partidos políticos
Para las elecciones estatales tienen derecho a participar diez partidos políticos. Siete son partidos políticos con registro nacional: Partido Acción Nacional (PAN), Partido Revolucionario Institucional (PRI), Partido de la Revolución Democrática (PRD), Partido del Trabajo (PT), Partido Verde Ecologista de México (PVEM), Movimiento Ciudadano (MC) y Movimiento Regeneración Nacional (MORENA). Y tres partidos políticos con registro local: Nueva Alianza Puebla, Pacto Social de Integración y Fuerza por México Puebla.

### Distritos electorales
Para la elección de diputados de mayoría relativa del Congreso del Estado de Puebla el estado se divide en 26 distritos electorales. La distritación electoral vigente fue publicada por el Instituto Nacional Electoral en junio de 2022.
| Distrito | Cabecera               | Municipios | Mapa |
| -------- | ---------------------- | ---------- | ---- |
| 1        | Xicotepec              | 13         |      |
| 2        | Huauchinango           | 6          |      |
| 3        | Chignahuapan           | 19         |      |
| 4        | Zacapoaxtla            | 16         |      |
| 5        | Libres                 | 11         |      |
| 6        | Teziutlán              | 8          |      |
| 7        | San Martín Texmelucan  | 5          |      |
| 8        | Huejotzingo            | 8          |      |
| 9        | Puebla de Zaragoza     | 2          |      |
| 10       | Puebla de Zaragoza     | 1          |      |
| 11       | Puebla de Zaragoza     | 1          |      |
| 12       | Amozoc                 | 6          |      |
| 13       | Tepeaca                | 11         |      |
| 14       | Chalchicomula de Sesma | 14         |      |
| 15       | Tecamachalco           | 6          |      |
| 16       | Puebla de Zaragoza     | 1          |      |
| 17       | Puebla de Zaragoza     | 1          |      |
| 18       | San Pedro Cholula      | 2          |      |
| 19       | Puebla de Zaragoza     | 1          |      |
| 20       | Puebla de Zaragoza     | 1          |      |
| 21       | Atlixco                | 7          |      |
| 22       | Izúcar de Matamoros    | 15         |      |
| 23       | Acatlán de Osorio      | 43         |      |
| 24       | Tehuacán               | 11         |      |
| 25       | Tehuacán               | 4          |      |
| 26       | Ajalpan                | 12         |      |

## Candidaturas y coaliciones

### Mejor Rumbo para Puebla
|  | Partido Acción Nacional - Gobernador del Estado - 7 diputados. Distritos 5, 11, 14, 16, 17, 18 y 25 |
|  | Partido Revolucionario Institucional - 8 diputados. Distritos 3, 4, 6, 9, 20, 23, 24 y 26           |
|  | Pacto Social de Integración - 5 diputados. Distritos 1, 10, 12, 15 y 21                             |
|  | Partido de la Revolución Democrática - 4 diputados. Distritos 2, 8, 19 y 22                         |

En diciembre de 2023 se conformó la coalición «Mejor Rumbo para Puebla», integrada por el Partido Acción Nacional (PAN), el Partido Revolucionario Institucional (PRI) y el Partido de la Revolución Democrática (PRD). La coalición integró también al partido estatal Pacto Social de Integración (PSI). La alianza seleccionó como su candidato a gobernador a Eduardo Rivera Pérez, presidente municipal de Puebla de Zaragoza.
Para las candidaturas del congreso estatal, el Partido Acción Nacional postula candidatos en ocho distritos, al Partido Revolucionario Institucional le corresponde la nominación en siete distritos, el Partido de la Revolución Democrática hace la selección en cuatro distritos y el partido Pacto Social de Integración postula candidatos en cinco distritos. La coalición no presenta candidaturas de unidad en el distrito 7 el 13.

### Sigamos Haciendo Historia
|  | Movimiento Regeneración Nacional - Gobernador del Estado - 12 diputados. Distritos 7, 13, 15, 17, 18, 19, 21, 22, 23, 24, 25 y 26 |
|  | Partido Verde Ecologista de México - 6 diputados. Distritos 1, 2, 3, 8, 9 y 10                                                    |
|  | Partido del Trabajo - 5 diputados. Distritos 6, 11, 14, 16 y 20                                                                   |
|  | Nueva Alianza - 2 diputados. Distritos 4 y 12                                                                                     |
|  | Fuerza por México Puebla - 1 diputado. Distrito 5                                                                                 |

El 7 de diciembre de 2023 se conformó la coalición «Sigamos Haciendo Historia», integrada por el partido Movimiento Regeneración Nacional (Morena), el Partido del Trabajo (PT), el Partido Verde Ecologista de México (PVEM), el Partido Nueva Alianza Puebla y el partido Fuerza por México Puebla. La coalición decidió postular al candidato designado por Morena.
En septiembre de 2023 el partido Movimiento Regeneración Nacional (Morena) anunció el inicio de su proceso de selección para candidato a gobernador, al cual se registraron 27 interesados. El partido definió seleccionar a cuatro personas a través de su comité estatal y a otras dos mediante su comité nacional. Ambos organismos debían postular igual número de hombres y de mujeres. El 14 de octubre el partido designó como finalistas a Alejandro Armenta Mier, senador del Congreso de la Unión; Ignacio Mier Velazco, diputado del Congreso de la Unión; Julio Huerta, secretario de gobernación de Puebla; Rodrigo Abdalá Dartigues, delegado de programas para el desarrollo en Puebla; Claudia Rivera Vivanco, expresidente municipal de Puebla de Zaragoza; Lizeth Sánchez García, secretaria del bienestar del Estado de Puebla; y Olivia Salomón, secretaria de economía del Estado de Puebla.
La coalición designó a su candidato mediante una encuesta. Inicialmente sus resultados iban a ser publicados el 30 de octubre, pero el comité nacional del partido decidió postergar el anuncio. El 10 de noviembre el partido anunció como ganador de la encuesta al senador Alejandro Armenta Mier. El resultado fue desconocido por el diputado federal Ignacio Mier Velazco, que perdió la postulación por una diferencia del 1%. Dos días después, Ignacio Mier aceptó la postulación de Armenta a cambio de ser postulado al senado.
Para la postulación de diputados del Congreso del Estado de Puebla la coalición presenta candidatos de unidad en todo el estado. El partido Movimiento Regeneración Nacional realiza la nominación en doce distritos, el Partido Verde postula a seis diputados, el Partido del Trabajo designa a cinco candidatos, al partido Nueva Alianza le corresponde la nominación en dos distritos y el partido Fuerza por México postula un diputado.

### Movimiento Ciudadano
El partido Movimiento Ciudadano (MC) decidió competir en solitario en las elecciones estatales de Puebla. Para seleccionar a su candidato a gobernador, los aspirantes se registran del 19 al 21 de diciembre de 2023 y deben presentar 30 mil firmas de apoyo para validar su registro. Al registro se presentó el dirigente estatal del partido, Fernando Morales Martínez, y la exdiputada federal, Graciela Palomares. El 24 de diciembre el partido le concedió la candidatura a Fernando Morales.

## Encuestas

### Por partido político
| Encuestadora          | Fecha                    | Muestra |       |       |      |      |      |      |       | Otros | N/NS/NC | MDE   |
| --------------------- | ------------------------ | ------- | ----- | ----- | ---- | ---- | ---- | ---- | ----- | ----- | ------- | ----- |
| Encuestadora          | Fecha                    | Muestra |       |       |      |      |      |      |       | Otros | N/NS/NC | MDE   |
| Campaigns & Elections | 26 de julio de 2022      | 400     | 21%   | 7%    | 2%   | 1%   | 0%   | 1%   | 38%   | —     | 30%     | ±4.9% |
| Rubrum                | 9 de agosto de 2022      | 1000    | 28.1% | 10.3% | —    | —    | —    | —    | 41.4% | 5.8%  | 14.4%   | ±3.9% |
| Grupo Impacto         | 16 de agosto de 2022     | 600     | 4%    | 3%    | —    | —    | —    | 1%   | 49%   | 2%    | 41%     | ±3.9% |
| TREsearch             | 1 de septiembre de 2022  | 1000    | 16.3% | 4.1%  | 1.1% | 0.1% | —    | 2.1% | 39.7% | 5.5%  | 31.1%   | —     |
| Rubrum                | 5 de septiembre de 2022  | 1000    | 31.0% | 11.0% | —    | —    | —    | —    | 38.6% | 6.4%  | 13.0%   | ±3.8% |
| Campaigns & Elections | 13 de septiembre de 2022 | 400     | 27%   | 6%    | —    | 0%   | 1%   | 2%   | 43%   | —     | 21%     | ±4.9% |
| Demoscopia Digital    | 15 de septiembre de 2022 | 1000    | 23.9% | 6.4%  | 0.9% | 0.8% | 1.1% | 3.9% | 39.6% | 1.9%  | 21.5%   | ±3.8% |
| Rubrum                | 10 de octubre de 2022    | 1000    | 30.0% | 9.3%  | —    | —    | —    | —    | 40.3% | 6.3%  | 14.1%   | ±3.8% |
| Campaigns & Elections | 18 de octubre de 2022    | 400     | 34%   | 4%    | —    | 0%   | 0%   | 4%   | 45%   | —     | 13%     | ±4.9% |
| Demoscopia digital    | 20 de octubre de 2022    | 1000    | 26.8% | 5.7%  | 0.7% | 1.3% | 0.7% | 4.2% | 36.4% | 1.3%  | 22.9%   | ±3.9% |
| TREsearch             | 1 de noviembre de 2022   | 1000    | 23.0% | 2.9%  | 0.5% | 0.2% | —    | 1.6% | 39.3% | 5.1%  | 27.4%   | ±3.9% |
| Rubrum                | 2 de noviembre de 2022   | 1000    | 28.6% | 10.1% | —    | —    | —    | —    | 41.4% | 6.0%  | 13.9%   | ±3.8% |
| Rubrum                | 30 de noviembre de 2022  | 1000    | 24.4% | 8.3%  | —    | —    | —    | —    | 48.7% | 5.7%  | 12.9%   | ±3.8% |
| Campaigns & Elections | 25 de enero de 2023      | 400     | 29%   | 8%    | —    | 1%   | 2%   | 3%   | 43%   | —     | 14%     | ±4.9% |
| Grupo Impacto         | 1 de febrero de 2023     | 600     | 20%   | 4%    | 2%   | 3%   | 1%   | 2%   | 50%   | 2%    | 16%     | ±3.8% |
| Campaigns & Elections | 22 de marzo de 2023      | 400     | 23%   | 7%    | —    | 1%   | 1%   | 5%   | 49%   | —     | 14%     | ±4.9% |
| Campaigns & Elections | 24 de abril de 2023      | 400     | 30%   | 6%    | —    | 2%   | 1%   | 4%   | 41%   | —     | 16%     | ±4.9% |
| Rubrum                | 20 de junio de 2023      | 1000    | 27.2% | 6.8%  | —    | —    | —    | —    | 47.3% | 5.6%  | 13.1%   | ±3.8% |
| Campaigns & Elections | 22 de junio de 2023      | 400     | 23%   | 11%   | —    | 1%   | 2%   | 4%   | 43%   | —     | 16%     | ±4.9% |
| Demoscopia Digital    | 19 de junio de 2023      | 1000    | 23.8% | 9.2%  | 2.6% | 1.8% | 2.4% | 3.1% | 43.9% | 2.9%  | 10.3%   | ±3.8% |
| Demoscopia Digital    | 18 de julio de 2023      | 1000    | 23.2% | 9.8%  | 1.7% | 2.1% | 3.1% | 3.2% | 44.6% | 2.6%  | 9.7%    | ±3.8% |
| Rubrum                | 20 de julio de 2023      | 1000    | 27.4% | 6.4%  | —    | —    | —    | —    | 48.2% | 4.6%  | 13.6%   | ±3.8% |
| Rubrum                | 15 de agosto de 2023     | 1000    | 30.0% | 7.1%  | —    | —    | —    | —    | 46.1% | 4.1%  | 12.7%   | ±3.8% |
| Demoscopia Digital    | 20 de agosto de 2023     | 1000    | 24.9% | 8.4%  | 1.9% | 2.8% | 1.5% | 2.6% | 45.3% | 2.1%  | 10.5%   | ±3.8% |
| Demoscopia Digital    | 11 de septiembre de 2023 | 1000    | 27.9% | 9.5%  | 2.7% | 3.4% | 1.7% | 4.6% | 42.4% | 3.5%  | 4.3%    | ±3.8% |

### Por candidato
| Encuestadora          | Fecha                      | Muestra | Rivera | Armenta | Morales | N/NS/NC | MDE   |
| --------------------- | -------------------------- | ------- | ------ | ------- | ------- | ------- | ----- |
| Encuestadora          | Fecha                      | Muestra |        |         |         | N/NS/NC | MDE   |
| Electoralia           | 12 de noviembre de 2023    | 1000    | 38.6%  | 49.3%   | 7.2%    | 4.9%    | ±3.5% |
| Campaigns & Elections | 14 de noviembre de 2023    | 400     | 40%    | 45%     | 8%      | 7%      | ±4.9% |
| Campaigns & Elections | 5 de diciembre de 2023     | 400     | 35%    | 44%     | 6%      | 15%     | ±4.9% |
| La Encuesta MX        | 5 de diciembre de 2023     | 1000    | 37.9%  | 50.3%   | 6.5%    | 5.3%    | ±3.5% |
| Enkoll                | 18 de diciembre de 2023    | 1013    | 31%    | 48%     | 3%      | 18%     | ±3.1% |
| Rubrum                | 19 de diciembre de 2023    | 1000    | 31.2%  | 47.3%   | 4.3%    | 17.3%   | ±3.8% |
| La Encuesta MX        | 19 de diciembre de 2023    | 1000    | 36.5%  | 51.6%   | 5.9%    | 6.0%    | ±3.5% |
| Rubrum                | 2 de enero de 2024         | 1000    | 28.4%  | 50.6%   | 4.3%    | 16.7%   | ±3.8% |
| Poligrama             | 2 de enero de 2024         | 1000    | 31.1%  | 46.5%   | 6.6%    | 15.8%   | ±3.1% |
| Campaigns & Elections | 9 de enero de 2024         | 400     | 30%    | 47%     | 6%      | 17%     | ±4.9% |
| La Encuesta MX        | 11 de enero de 2024        | 1000    | 35.1%  | 52.8%   | 6.6%    | 5.5%    | ±3.5% |
| Rubrum                | 30 de enero de 2024        | 1000    | 29.9%  | 53.7%   | 2.5%    | 13.9%   | ±3.8% |
| Enkoll                | 1 a 4 de febrero de 2024   | 1004    | 33%    | 49%     | 1%      | 17%     | ±3.1% |
| Electoralia           | 3 de febrero de 2024       | 1000    | 34.2%  | 54.4%   | 5.4%    | 6.0%    | ±3.5% |
| Campaigns & Elections | 6 de febrero de 2024       | 400     | 34%    | 48%     | 4%      | 14%     | ±4.9% |
| Mitofsky              | 17 a 20 de febrero de 2024 | 1000    | 29.4%  | 50.1%   | 2%      | 18.5%   | ±3.1% |
| Demoscopia digital    | 24 de febrero de 2024      | 1000    | 30.5%  | 48.1%   | 6.8%    | 14.6%   | ±3.8% |
| Electoralia           | 5 de marzo de 2024         | 1000    | 35.2%  | 54.2%   | 5.1%    | 5.5%    | ±3.5% |
| Campaigns & Elections | 5 de marzo de 2024         | 400     | 34%    | 47%     | 4%      | 15%     | ±4.9% |
| Rubrum                | 12 de marzo de 2024        | 1000    | 28.6%  | 54.5%   | 3.3%    | 13.6%   | ±3.8% |
| Grupo Impacto         | 12 de marzo de 2024        | 400     | 16%    | 52%     | 3%      | 29%     | ±3.9% |
| Gobernarte            | 16 de marzo de 2024        | 1500    | 30%    | 54%     | 3%      | 13%     | ±3.8% |
| Campaigns & Elections | 1 de abril de 2024         | 400     | 37%    | 48%     | 4%      | 11%     | ±4.9% |
| Mitofsky              | 1 a 3 de abril de 2024     | 1000    | 30.3%  | 51.5%   | 3.4%    | 14.8%   | ±3.1% |
| Rubrum                | 2 de abril de 2024         | 1000    | 30.0%  | 55.0%   | 4.5%    | 10.5%   | ±3.8% |
| Demoscopia digital    | 2 de abril de 2024         | 1000    | 33.9%  | 44.2%   | 5.7%    | 16.2%   | ±3.8% |
| Electoralia           | 5 de abril de 2024         | 1000    | 35.1%  | 55.4%   | 4.2%    | 5.3%    | ±3.5% |
| Campaigns & Elections | 30 de abril de 2024        | 400     | 38%    | 49%     | 5%      | 8%      | ±4.9% |
| La Encuesta MX        | 2 de mayo de 2024          | 1000    | 37.1%  | 53.8%   | 4.5%    | 4.6%    | ±3.5% |
| Gobernarte            | 4 de mayo de 2024          | 1500    | 27.2%  | 56.9%   | 7.8%    | 8.1%    | ±3.7% |
| Demoscopia digital    | 6 de mayo de 2024          | 1000    | 33.2%  | 46.9%   | 5.1%    | 14.8%   | ±3.8% |
| Massive Caller        | 9 de mayo de 2024          | 1000    | 41.5%  | 45.3%   | 2.6%    | 1.6%    | ±3.4% |
| Campaigns & Elections | 13 de mayo de 2024         | 400     | 40%    | 50%     | 4%      | 6%      | ±4.9% |
| La Encuesta MX        | 16 de mayo de 2024         | 1000    | 36.3%  | 54.8%   | 4.7%    | 4.2%    | ±3.5% |
| Massive Caller        | 16 de mayo de 2024         | 1000    | 43.9%  | 41.4%   | 5.1%    | 9.6%    | ±3.8% |
| Mitofsky              | 16 a 19 de mayo de 2024    | 1000    | 30.8%  | 50.6%   | 3.8%    | 14.8%   | ±3.1% |
| Massive Caller        | 22 de mayo de 2024         | 1000    | 47.2%  | 44.3%   | 8.5%    | —       | ±3.4% |
| Enkoll                | 22 a 24 de mayo de 2024    | 1017    | 34%    | 50%     | 5%      | 11%     | ±3.1% |
| Campaigns & Elections | 28 de mayo de 2024         | 400     | 41%    | 48%     | 5%      | 6%      | ±4.9% |
| La Encuesta MX        | 29 de mayo de 2024         | 1000    | 37.8%  | 53.3%   | 5.0%    | 3.9%    | ±3.5% |
| Massive Caller        | 29 de mayo de 2024         | 1000    | 50.1%  | 46.9%   | 3.0%    | —       | ±3.4% |

## Resultados

### Gubernatura
|  | 40.06 % |

|  | 59.53 % |

|  | 8.31 % |

|  | 7.23 % |

|  | 2.12 % |

|  | 1.81 % |

|  | 21.31 % |

|  | 32.81 % |

|  | 7.55 % |

|  | 2.14 % |

|  | 1.82 % |

|  | 4.37 % |

|  | 3.29 % |

|  | 100 % |

### Congreso estatal
|  | 39.00 % |

|  | 17.27 % |

|  | 8.66 % |

|  | 8.41 % |

|  | 8.19 % |

|  | 6.06 % |

|  | 2.25 % |

|  | 1.99 % |

|  | 1.84 % |

|  | 1.64 % |

|  | 4.62 % |

|  | 100 % |

### Ayuntamientos
|  | 32.69 % |

|  | 18.78 % |

|  | 10.49 % |

|  | 9.51 % |

|  | 9.40 % |

|  | 6.85 % |

|  | 3.19 % |

|  | 3.09 % |

|  | 3.06 % |

|  | 2.08 % |

|  | 0.86 % |

|  | 95.41 % |

|  | 4.59 % |